# Axel Hain
Erskine Axel Richard Hain, född 12 juni 1912 i Malmö, död 27 april 1992, var en svensk företagsledare; bror till Claës Hain.
Efter realexamen 1929 utexaminerades Hain från Malmö handelsgymnasium 1932. Han blev reseinspektör vid AB Sydferniss i Helsingborg 1934, vid Astrakoncernen 1951 och var innehavare av Firma Axel Hain-Färgverken från 1953.